# Radiogolf

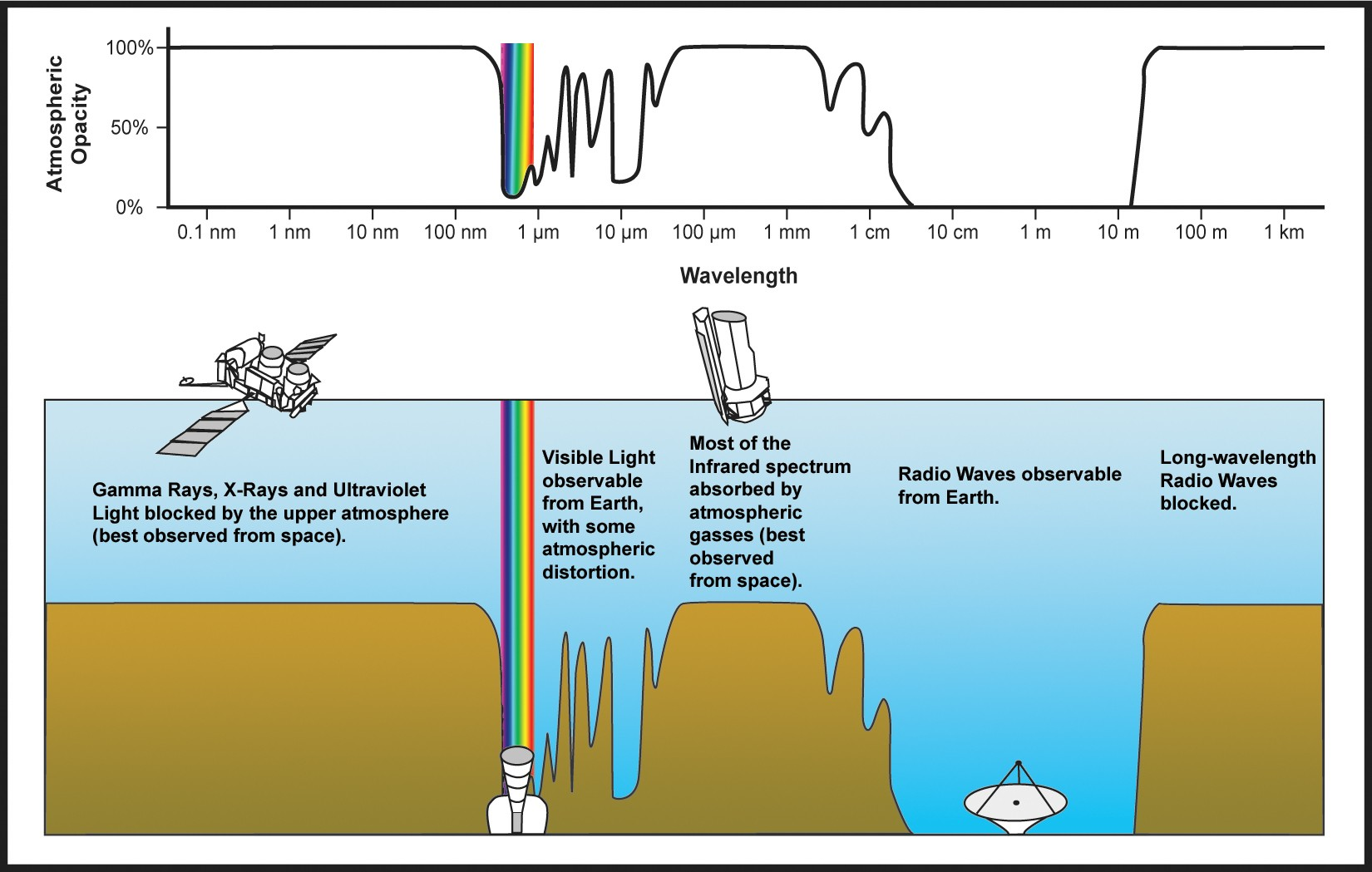
De absorptie van elektromagnetische straling is door de aardse atmosfeer zo groot dat de atmosfeer effectief ondoordringbaar is voor elektromagnetische straling met een golflengte korter dan 1 cm (en langer dan 10 m), totdat de atmosfeer weer transparant wordt in het zogenaamde infrarode en optische venster.

Een radiogolf, ook radiofrequente (RF) straling genoemd, is een golf in de vorm van elektromagnetische straling met golflengten uiteenlopend van ruwweg duizend kilometer tot een millimeter, dus in het frequentiegebied van enkele honderden Hz tot enkele honderden GHz. Radiogolven worden gebruikt in de communicatietechniek om informatie over te brengen van een radiozender naar een of meer ontvangers. Radiogolven zijn ontdekt door Heinrich Hertz in 1886.
De zender zendt via een antenne, al dan niet gericht, de radiogolven uit, die na voortplanting door de ruimte opgevangen worden door de antenne van de ontvanger. De radiogolf dient daarbij als drager voor de te zenden informatie, die als variatie in de amplitude (AM) of in de frequentie (FM) aanwezig is. Door de in de radiogolf aanwezige informatie is de golf niet precies van één bepaalde frequentie, maar bestrijkt een zeker gebied, een frequentieband genaamd, rondom de frequentie van de draaggolf.
De verzonden informatie betreft spraak, muziek, televisiebeelden en andersoortige data.
Vroeger onderscheidde men bij radio-uitzendingen vooral de lange, midden- en korte golf. Tegenwoordig beslaan de voor communicatie gebruikte radiogolven een veel groter deel van het elektromagnetische spectrum; met name zijn veel golven korter dan "korte golf".

## Toepassingen
Dit is een aantal toepassingen van het gebruik van radiogolven.
Bij sommige toepassingen is het gebruik van het woord radio minder gebruikelijk.
- Radio-omroep (en ook televisie)
- Communicatie tussen zendamateurs
- Mobiele telefoons
- Positiebepaling met gps, DECCA enz.
- Communicatie met schepen en vliegtuigen
- Communicatie met ruimtevaartuigen, satellieten en ruimtesondes
- Communicatie tussen hulpdiensten (brandweer, politie enz.) en openbaar vervoer

## Radiofrequentiespectrum
In het algemeen spreekt men van radiofrequentie (RF). Men onderscheidt wel de volgende gebieden, waarbij niet te veel waarde aan de precieze grenzen gehecht dient te worden:
De relatie tussen golflengte en frequentie van radiogolven staat beschreven in Elektromagnetische straling#Elektromagnetisch spectrum
| Naam band                     | Afkorting | ITU-band | Frequentie Golflengte          | Toepassingen |
| ----------------------------- | --------- | -------- | ------------------------------ | --- |
|                               |           |          | < 3 Hz > 100.000 km            | |
| Extremely low frequency       | ELF       | 1        | 3-30 Hz 100.000 km - 10.000 km | |
| Super-low frequency           | SLF       | 2        | 30-300 Hz 10.000 km - 1000 km  | Communicatie met onderzeeboten |
| Ultra-low frequency           | ULF       | 3        | 300-3000 Hz 1000 km - 100 km   | |
| Very low frequency            | VLF       | 4        | 3-30 kHz 100 km - 10 km        | Militaire communicatie, communicatie met onderzeeboten, navigatie, tijdssignalen, draadloze hartslagmonitors                                      |
| Low frequency (lange golf)    | LF        | 5        | 30-300 kHz 10 km - 1 km        | Navigatie, tijdssignalen, AM-langegolfuitzendingen, amateurradio                                                                                  |
| Medium frequency (middengolf) | MF        | 6        | 300-3000 kHz 1 km - 100 meter  | Navigatie, AM-middengolfuitzendingen, amateurradio, maritieme communicatie                                                                        |
| High frequency (korte golf)   | HF        | 7        | 3-30 MHz 100 m - 10 m          | AM-kortegolfuitzendingen, amateurradio, 27 MC, luchtvaart, maritieme en militaire communicatie                                                    |
| Very high frequency           | VHF       | 8        | 30-300 MHz 10 m - 1 m          | FM-radio- en televisie-uitzendingen, maritieme communicatie, communicatie en navigatie luchtvaart, amateurradio                                   |
| Ultra-high frequency          | UHF       | 9        | 300-3000 MHz 1 m - 100 mm      | Televisie-uitzendingen, mobiele telefoons, draadloze 802.11-netwerken, Bluetooth, magnetrons, In-Ear Monitor (IEM) systemen, PMR446, amateurradio |
| Super-high frequency          | SHF       | 10       | 3-30 GHz 100 mm - 10 mm        | Mobiele telefoons (UMTS), draadloze 802.11-netwerken, satelliet-tv, RC-apparaten (portofoons, speelgoedauto's), radar                             |
| Extremely high frequency      | EHF       | 11       | 30-300 GHz 10 mm - 1 mm        | Radioastronomie Securityscan |
|                               |           |          | > 300 GHz < 1 mm               | |

Opmerking:

Boven 300 GHz is de absorptie van elektromagnetische straling door de aardse atmosfeer zo groot dat de atmosfeer effectief daarvoor ondoordringbaar is, tot de atmosfeer weer transparant wordt in het zogenaamde infrarode en optische venster in het frequentiebereik.
De ELF-, SLF-, ULF- en VLF-banden overlappen het AF(geluidsfrequentie)-spectrum, dat ongeveer 20-20.000 Hz is. Geluiden worden echter overgedragen door luchttrillingen, niet door elektromagnetische energie.

## Benoemde frequentiebanden

### Algemeen
- Band III - 174-245 MHz (televisie)
- ISM-band - specifieke frequenties variëren

### Microgolf (IEEE US)
| Band    | Frequentiebereik |
| ------- | ---------------- |
| L-band  | 1 - 2 GHz        |
| S-band  | 2 - 4 GHz        |
| C-band  | 4 - 8 GHz        |
| X-band  | 8 - 12 GHz       |
| Ku-band | 12 - 18 GHz      |
| K-band  | 18 - 26 GHz      |
| Ka-band | 26 - 40 GHz      |
| V-band  | 40 - 75 GHz      |
| W-band  | 75 - 111 GHz     |

## Gezondheidsaspecten
Van verschillende delen van het radiospectrum wordt beweerd dat er negatieve effecten op de gezondheid zijn. Dit gaat onder andere om de elektromagnetische straling uitgezonden door het hoogspanningsnet (50 of 60 Hz), radarinstallaties en magnetrons (microgolven) en, meer recentelijk, UMTS-antennes.
In het geval van microgolfstraling met grote vermogens, zoals radar, kunnen nadelige effecten optreden ten gevolge van de opwarming van weefsel. Een lichaamsdeel dat aangetast kan worden is de ooglens. Dit leidt dan tot cataract of grijze staar, een vertroebeling van de ooglens door denaturatie van eiwitten (vergelijkbaar met het koken van een ei). Het hoornvlies kan vanwege het ontbreken van bloedvoorziening ook aangetast worden. In de praktijk trad dit op bij magnetrons waarvan de beveiliging was omzeild. Er zijn bij militaire radarinstallaties ook gezondheidsklachten geweest betreffende het gehoor, men hoorde klikgeluiden. Dit bleek te worden veroorzaakt door uitzetting door warmte in het middenoor en niet door neurologische schade.
Naar langetermijneffecten van blootstelling aan "normale" niveaus is wel onderzoek gedaan, maar er is geen onderzoek waaruit ondubbelzinnig en overtuigend enig nadelig effect blijkt; hierbij moet worden aangetekend dat er vrijwel geen goed opgezet, langdurig onderzoek voorhanden is (in elk geval niet voldoende om negatieve effecten te kunnen uitsluiten), en dat uitgevoerd epidemiologisch onderzoek zich op slechts enkele gezondheidseffecten (voornamelijk hersentumoren en leukemie) concentreert. De angst voor nadelige effecten op de gezondheid heeft al meermalen geleid tot het vertragen of afblazen van de bouw van zendinstallaties.